# Kaplja
Káplja je majhna količina kapljevine, ki jo pretežno ali obdajajo proste ploskve med kapljevino in okoliškim plinom, kot na primer dežna kaplja, kaplja rose. Kaplja je lahko tudi obdana z drugo kapljevino, če se kapljevini ne mešata, kot na primer kaplja olja v vodi. Kaplje lahko nastajajo tudi s kondenzacijo pare ali atomizacije večje mase kapljevine.
Obliko kaplje določata predvsem težnost in površinska napetost; lahko pa jo preoblikujejo tudi dinamični pojavi, kot na primer zračni upor pri prostem padanju. Čim manjša je kaplja, bolj prevladuje vpliv površinske napetosti, ki sili kapljo v obliko krogle, torej obliko z najmanjšo površino pri določeni prostornini.
Tudi supertekočine, kot je na primer kapljevinski helij, tvorijo kapljice.

## Površinska napetost
Kapljevine tvorijo kaplje zaradi površinske napetosti.
Preprost način za nastanek kaplje je, da se omogoči kapljevini teči počasi s spodnjega konca navpične cevi z majhnim premerom. Površinska napetost kapljevine povzroča, da kapljevina obvisi na cevi in tvori obesek. Ko kaplja naraste do ustrezne velikosti, ni več stabilna, in se odlepi. Padajoča kapljevina je tudi okrogla kaplja, ki jo skupaj drži površinska napetost.

## Preskus viseče kaplje
V preskusu viseče kaplje na koncu cevi visi kaplja kapljevine zaradi površinske napetosti. Sila zaradi površinske napetosti je premo sorazmerna dolžini meje b med kapljevino in cevjo s sorazmernostno konstanto običajno označeno z {\displaystyle \gamma \!}. Ker je dolžina te meje obseg notranjega preseka cevi, je sila zaradi površinske napetosti dana kot:
{\displaystyle F_{\gamma }=b\gamma =\pi d\gamma \!\,,}
kjer je d notranji premer cevi.
Masa m kaplje, ki visi s konca cevi, se lahko najde z izenačitvijo sile težnosti ({\displaystyle F_{g}=mg}) s komponento površinske napetosti v navpični smeri ({\displaystyle F_{\gamma }\sin \alpha }), kar da:
{\displaystyle mg=\pi d\gamma \sin \alpha \!\,,}
kjer je α mejni kot ob cevi, g pa težni pospešek.
V mejnem primeru, ko gre α proti 90°, je dana največja teža obešene kaplje za kapljevino z dano površinsko napetostjo {\displaystyle \gamma \!}:
{\displaystyle mg=\pi d\gamma \!\,.}
Ta zveza je osnova za priladno metodo merjenja površinske napetosti, ki se običajno rabi v industriji nafte. Obstajajo tudi bolj razdelane metode, kjer se upošteva nastanek viseče oblike, ko se velikost kaplje povečuje. Te moeode se uporabljako kadar površinska napetost kapljevine ni znana.
V medicini imajo kapalke standardizirane premere, tako da 1 ml ustreza 20 kapljam. V primerih, ko je potrebna manjša količina kapljevine, se rabijo mikrokapalke pri katerih 1 ml ustreza 60 mikrokapljam.